# Жайсан (Мартуцький район)
Жайса́н (каз. Жайсаң) — село у складі Мартуцького району Актюбінської області Казахстану. Адміністративний центр Жайсанського сільського округу.
Населення — 2783 особи (2021; 2304 у 2009, 2719 у 1999, 3431 у 1989).